# Expo Center
El Expo Center (en chino: 中国2010年上海世界博览会世博中心) es un edificio multiusos ubicado en el recinto de la Expo 2010 que se celebró en Shanghái entre el 1 de mayo y el 31 de octubre de 2010. Está situado en la zona B de la Expo, al borde del río Huangpu y al lado del Eje Expo. En el periodo de la Expo sirvió de centro de congresos, seminarios y conferencias, además de centro de prensa. Es una de las cinco construcciones que permanecieron después de la conclusión de ésta; una vez clausurada, se transformó en un palacio de congresos a nivel internacional.

## Arquitectura
La construcción del edificio comenzó en junio de 2007. Se trata de una estructura en forma de cuboide con un área de construcción total de 142.000 m². Está conformada por dos cuerpos superpuestos, el superior ligeramente desplazado hacia un extremo, construidos a base de acero, y cuyas fachadas están recubiertas por grandes cristales apoyados en placas metálicas. Las placas del cuerpo inferior son de color bronce y las del superior, plateadas. Cuenta con dos auditorios, uno con 2,600 asientos y el menor con 600, un salón multiusos con capacidad para 5000 personas y un salón de banquetes para 3,000 invitados, con una magnífica vista panorámica de la Expo.